# Hullern

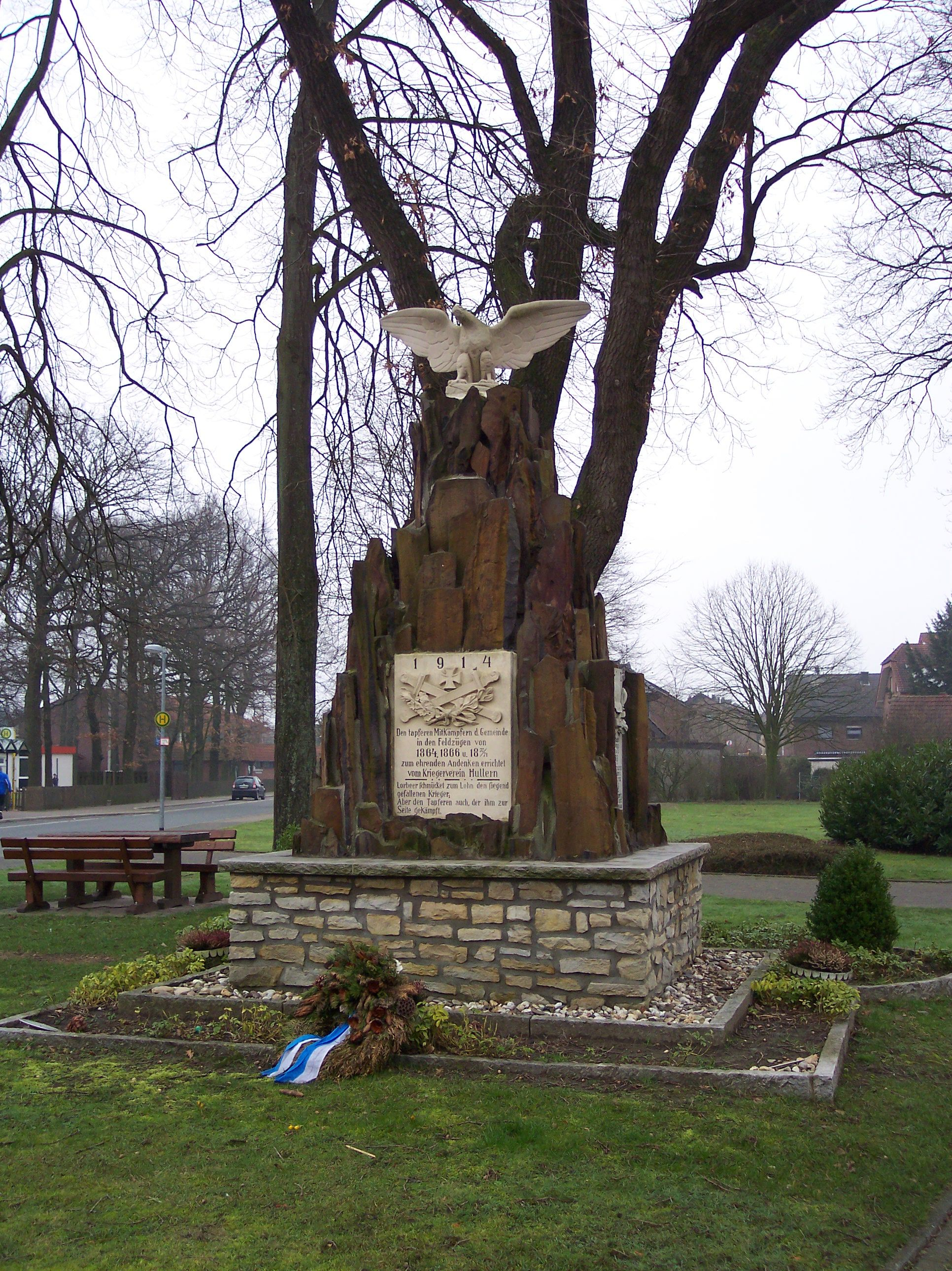
Ehrenmal

Hullern ist ein Ortsteil der Stadt Haltern am See und liegt sieben Kilometer östlich an der B 58 im südlichen Münsterland. Nördlich liegt der Hullerner Stausee, der dem Halterner Stausee vorgelagert und mit diesem durch die Stever verbunden ist.

## Geschichte

### Ortsgeschichte
Schon in der Bronzezeit war Hullern besiedelt, dies belegen Funde aus jener Epoche.
Die erste urkundliche Erwähnung erfuhr der Ort nicht als „Horlon“, sondern als „In Hulluron“ zur Lokalisierung einer Hofstelle (Manse) der Abtei Werden an der Ruhr. Geschrieben wurde das im Hauptstaatsarchiv Düsseldorf aufbewahrte, vermutlich auf Stiftungen beruhende Einkünfte-Register im 10. oder 11. Jahrhundert. In der 1892 erbauten Pfarrkirche St. Andreas feiert sowohl die katholische als auch die evangelische Gemeinde ihre Gottesdienste. Im Jahr 1614 gab es in Hullern nachweislich noch keine Schule. Um 1680 gab es bereits einen Lehrer in Hullern, den Küster Arnoldus (Arnt) Thier. Die jetzige Grundschule wurde am 11. Dezember 1958 eingeweiht. Ihr folgte 1973 ein Kindergarten, dem 2000 ein Anbau hinzugefügt wurde.
Am 1. Januar 1975 wurde Hullern in die Stadt Haltern eingemeindet.

### Einwohnerzahl
1929 hatte Hullern 497 Einwohner. Am 6. Juni 1961 wurden 601 Einwohner gezählt und 715 am 27. Mai 1970. Am 30. Juni 1974 – kurz vor der Eingemeindung – waren es 840 Einwohner. Mit den Neubaugebieten stieg die Einwohnerzahl schlagartig auf über 2000 Einwohner an. 2023 gab es in Hullern etwa 2400 Einwohner, die größtenteils als Pendler aus dem Ruhrgebiet zugezogen sind.

## Verkehr
Die VRR-Buslinie 272 der Vestischen Straßenbahnen verbindet Hullern mit Haltern und dem Bahnhof Haltern am See.
| Linie | Verlauf                                                     | Takt (Mo–Fr) |
| ----- | ----------------------------------------------------------- | ------------ |
| 272   | Haltern am See Bf – Haltern am See Kärntner Platz – Hullern | 60 min       |

## Tourismus
Hullern ist, aufgrund der Landschaft und des Hullerner Stausees, besonders im Sommer ein beliebtes Ausflugsziel für Sportler, Spaziergänger und Radfahrer aus dem Ruhrgebiet und dem Münsterland.

## Freizeit

### Brauchtumspflege
Seit 1930 existiert der Hullerner Heimat- und Schützenverein.

### Sport
Es gibt in Hullern eine Turnhalle, einen Rasenplatz des SV Hullern 68, eine Aschenbahn für die Leichtathleten, drei Tennisplätze, einen Schießstand und einen Schachclub. Ende der 90er Jahre fand ein gutbesuchter Duathlon durch das ganze Dorf statt.